# Gore (Virginia)
Gore es un lugar designado por el censo ubicado en el Frederick en el estado estadounidense de Virginia. En el Censo de 2020 tenía una población de 249 habitantes y una densidad poblacional de 109,69 habitantes por km². Fue incluido como CDP en el censo de 2020.

## Geografía
Gore se encuentra ubicado en las coordenadas 39°15′50″N 78°19′55″O / 39.26389, -78.33194.  Según la Oficina del Censo de los Estados Unidos,  tiene una superficie total de 2,27 km², todos correspondientes a tierra firme.